# Боруча
Боруча (пол. Borucza) — село в Польщі, у гміні Страхувка Воломінського повіту Мазовецького воєводства.
Населення — 81 особа (2011).
У 1975-1998 роках село належало до Седлецького воєводства.

## Демографія
Демографічна структура станом на 31 березня 2011 року:
|          | Загалом | Допрацездатний вік | Працездатний вік | Постпрацездатний вік |
| -------- | ------- | ------------------ | ---------------- | -------------------- |
| Чоловіки | 39      | 5                  | 26               | 8                    |
| Жінки    | 42      | 10                 | 18               | 14                   |
| Разом    | 81      | 15                 | 44               | 22                   |